# Machinarium
Machinarium [machinárium] je point-and-click adventura vyvinutá firmou Amanita Design, grafickým stylem zaměřená na kompletní ruční kresbu. Byla vydána 16. října 2009, demo na PC a Mac vyšlo 30. září 2009. 

## Hratelnost
Hlavním úkolem ve hře je řešit adventurní puzzly a hlavolamy. Puzzly jsou spojeny dohromady v klasickém point-and-click příběhu. Největší odklon od klasických postupů je ten, že hráč může používat pouze ty předměty, které jsou v dosahu hráčova avatara. Machinarium je známé tím, že ve hře skoro nepoužívá verbální komunikaci. Komunikace, která ve hře je, probíhá přes komiksové obrázky v „bublinách“. Jediný text, který se ve hře vyskytuje, je v menu a v úvodní obrazovce s tutoriálem. Hra obsahuje vestavěný dvouúrovňový systém nápovědy. Jednou za level může hráč získat drobnou radu, jak pokračovat v dané oblasti. Kromě toho má Machinarium také tzv. walkthrough (průvodce hrou), který je spuštěn po dohrání vložené minihry. Walkthrough je stejně jako rozhovory zpracován jako soubor nákresů a komiksů.

## Příběh
Hra se odehrává v kovovém městě obydleném roboty a jinými mechanismy. Hlavní hrdina Josef se probírá na skládce odkud se vydává zpět do města. Ve městě potkává roboty z Bratrstva černé čepice, kteří ho dříve utlačovali a zjišťuje, že plánují bombový útok na centrální věž vládce. Josef se jim poté snaží útok překazit a taktéž zachránit svou přítelkyni Bertu.

## Vývoj
Machinarium bylo vyvíjeno přes tři roky, sedmi až dvanácti českými vývojáři, kteří financovali projekt z vlastních úspor. Rozpočet hry byl něco pod 1000 $. Vývoj skončil bez zadluženosti vývojářů. Většina programátorů má za sebou uměleckou školu, a proto vsadili místo nejlepší 3D grafiky na humor, styl a grafické zpracování. Na hře se podílel český skladatel Tomáš Dvořák (držitel Anděla), který používal „staré, pochroumané a špinavé“ hudební pasáže. Pozadí jednotlivých obrazovek bylo ručně nakresleno na papír, a poté naskenováno do počítače. Animace jsou klasické ruční ploškové animace. Hra byla velmi úspěšná a za sedm let se prodalo na 4 miliony kopií.

## Verze
- Stažitelná - první verze vyšla 16. října 2009 na platformě Steam.[3] Ke stáhnuté hře je přidán soundtrack s hudbou. Hra se 14. prosince 2010 objevila v balíku nezávislých her „The Humble Indie Bundle #2“. 18. března vyšlo Machinarium na Mac App Store.[4]

- Krabicová - druhá verze vyšla v březnu 2010. V Británii vyšla díky vydavateli Mamba Games anglická verze hry. V krabici je spolu s hrou přibalen návod na každou místnost (54 stran), plakát, knížka s koncepčními artworky a soundtrack na CD (obsahuje pět dosud neslyšených skladeb).[5] Vyšla také ruská, německá a italská krabicová verze hry.[6][7][8]

- Česká DVD verze - 10. dubna 2010 vyšla ve vybraných trafikách česká DVD verze hry.[9] V trafikách se hra objevila ještě v květnu 2010.[10]

- Mobilní - 19. srpna 2010 bylo oznámeno dokončení verze pro systém iOS společnosti Apple. Verze na Android vyšla v květnu 2012.

- Konzole - V roce 2016 vyšla verze pro PlayStation 4,[11] verze na Nintendo Switch vyšla v roce 2018[12] a na Xbox One v roce 2020.[13]

## Hodnocení
Hra získala na festivalu IGF cenu Excellence in Visual Art Award.
Machinarium bylo velmi dobře přijato kritickými servery, například Metacritic má hodnocení 85 %. Hra byla hodnocena českým časopisem Level 90 % a servery Hrej.cz 90 %, Doupě.cz 90 %, Games.cz 90 % a BonusWeb.cz 94 %. Servery DDWorld.cz a Hrej.cz byla hra označena jako nejlepší česká hra roku 2009 a druhá, respektive sedmá nejlepší celosvětově.